# Arianna Barbieri
Arianna Barbieri (Camposampiero, 23 febbraio 1989) è una nuotatrice italiana, specializzata nel dorso.
Nel maggio 2012 ha vinto 3 medaglie d'argento agli europei di nuoto di Debrecen in Ungheria nei 50 e nei 100 dorso e nella staffetta 4x100 mista.
Ha detenuto il record italiano dei 100 metri dorso e della staffetta 4x100 mista. Attualmente si allena a Bologna insieme a Mirco Di Tora e Ilaria Bianchi.
Il 29 luglio 2012 durante i Giochi Olimpici di Londra 2012 con il tempo di 1'00"25 ristabilisce il nuovo record italiano già da lei detenuto nei 100 m dorso, raggiungendo la 16ª posizione in batteria, risultato che le consente l'accesso alla semifinale, dove con il tempo di 1'00"27 non riesce ad andare oltre la 13ª posizione.

## Primati personali (vasca lunga)
| Distanza       | Tempo   |
| -------------- | ------- |
| 50 m s.l.      | 25"60   |
| 100 m s.l.     | 57"19   |
| 200 m s.l.     | 2'05"48 |
| 50 m dorso     | 28"12   |
| 100 m dorso    | 59"94   |
| 200 m dorso    | 2'15"44 |
| 50 m Farfalla  | 27"11   |
| 100 m Farfalla | 1'02"27 |
| 200 misti      | 2'37"68 |

## Palmarès
| Giochi olimpici         | 50 m dorso    | 100 m dorso               | 4×50 m mista                   | 4×100 m mista                      |
| 2012 Londra Regno Unito | ---           | 13ª in semifinale 1'00"27 | ---                            | ---                                |
| Europei                 | 50 m dorso    | 100 m dorso               | 4×50 m mista                   | 4×100 m mista                      |
| 2012 Debrecen Ungheria  | Argento 28"31 | Argento 1'00"54           | ---                            | Argento: 4'01'92 frazione: 1'00"83 |
| Europei in vasca corta  | 50 m dorso    | 100 m dorso               | 4×50 m mista                   | 4×100 m mista                      |
| 2011 Stettino Polonia   | 5ª 27” 49     | 7ª 59” 10                 | 5ª - 1'49” 00 frazione: 27” 15 | ---                                |
| Giochi del Mediterraneo | 50 m dorso    | 100 m dorso               | 4×50 m mista                   | 4×100 m mista                      |
| 2013 Mersin Turchia     | Bronzo 28"74  | ---                       | ---                            | ---                                |
| Universiadi             | 50 m dorso    | 100 m dorso               | 4×50 m mista                   | 4×100 m mista                      |
| 2011 Shenzhen Cina      | 6ª 28” 76     | 5ª 1'01” 31               | ---                            | squalificata                       |

### Campionati italiani
5 titoli individuali, così ripartiti:
- 4 nei 50 m dorso
- 1 nei 100 m dorso

nd = non disputata
| Anno | Edizione    | dorso 50 m | dorso 100 m | dorso 200 m | mista 4x50 m | mista 4x100 m | mista 4x200 m |
| ---- | ----------- | ---------- | ----------- | ----------- | ------------ | ------------- | ------------- |
| 2009 | Estivi      | 2          | -           | -           | nd           | nd            | nd            |
| 2010 | Primaverili | -          | 2           | -           | nd           | nd            | nd            |
| 2010 | Estivi      | 2          | 2           | -           | nd           | nd            | nd            |
| 2010 | Invernali   | 3          | 2           | 3           | nd           | -             | -             |
| 2011 | Primaverili | 1          | 3           | -           | nd           | -             | -             |
| 2011 | Estivi      | 2          | 1           | 3           | nd           | -             | -             |
| 2011 | Invernali   | 2          | 3           | -           | -            | -             | -             |
| 2012 | Primaverili | 1          | 2           | -           | -            | -             | 2             |
| 2012 | Invernali   | 1          | 2           | -           | -            | -             | -             |
| 2013 | Primaverili | 1          | 3           | -           | -            | -             | -             |